# Roche-Turm (Bau 3)
Der Roche-Turm (Bau 3) ist ein geplantes Hochhaus der Hoffmann-La-Roche AG in Basel. Der geplante Turm an der Grenzacherstrasse soll bis 221 Meter hoch werden und wäre damit das höchste Gebäude der Schweiz.

## Geschichte
Mit der Ankündigung eines dritten Büroturms sorgte Hoffmann-La-Roche im Herbst 2020 für Aufsehen. Der neu geplante Turm könnte bis zu 221 Meter hoch werden und würde damit den Roche-Turm (Bau 1) und den Roche-Turm (Bau 2) überragen. Die Ideen für die Überbauungen sahen aber Ende 2019 ganz anders aus. Ursprünglich waren im Südareal vier Neubauten geplant. Die Baupläne sahen drei kleinere Bürotürme und ein kreisrundes niedriges Empfangsgebäude vor. Den Plan, drei kleinere Bürotürme zu erstellen, hat Roche mittlerweile verworfen und haben stattdessen mit einem neuen einzelnen Turm geplant.
Im November 2023 wies der Basler Regierungsrat 45 Einsprachen zurück und verabschiedete den Bebauungsplan für den dritten Roche-Turm.

## Rezeption
Die Meinungen zum geplanten Turm gingen auseinander. Einige Anwohner kritisierten den erwarteten Schattenwurf. Da ausserdem der Abriss zweier historisch bedeutsamen Gebäude von Roland Rohn (Bau 52) beziehungsweise Otto Rudolf Salvisberg (Bau 27) nötig wäre, führte dies auch in Fachkreisen zu Kritik.